# 怪盗セイント・テール
『怪盗セイント・テール』（かいとうセイント・テール）は、立川恵による日本の少女漫画。また同作に登場する怪盗（義賊）の名前。

## 概要
連載期間は1994年10月号から1995年1月号までの短期連載と、続編である1995年3月号から1996年12月号までの長期連載がある。アニメ化されるなど人気を博し、立川の出世作となる。うち1996年11月号・12月号は番外編ストーリーを収録しているため、本編の連載終了は1996年10月号。コミックス7巻目には番外ストーリーを収録している。立川は影響を受けた作品として『ルパン三世』『キャッツ♥アイ』『魔法のスターマジカルエミ』『ピンクの豹』（松田聖子の楽曲）を挙げている。盗みを働く理由が盗難物の奪還や悪人の裁きを目的とした人助けであることもそれまでの怪盗漫画とは一線を画す内容だった。
各国語に翻訳出版され、日本国外でも人気を博した。特に韓国では『천사소녀 네티（天使少女 ネティ）』名でのアニメ放映もされた。他の翻訳出版地域は、北米域・台湾・香港・フィリピン・ シンガポール・タイなど。
1995年10月12日から1996年9月12日にかけてはテレビアニメが制作・放送された。
当時のセガグループによる最大のプッシュによって商業戦略が敷かれた作品である。原作では変装による主人公の怪盗姿は、アニメではスポンサーの都合上アイテムのペンダントで変身しており、変身ヒロインものの一種として位置づけられている。アニメ版ではアイテムとしてステッキも所持しており、玩具展開もされた。トミーからセガサターン用、セガからゲームギア用ゲームが発売された。また、同作品を原作にセガ主催のファミリーミュージカルが製作され、全国30か所で公演された。
2011年には新装版が発売された。全4巻。
2017年、『なかよし』編集部が原作者の立川以外の手による続編の製作を決定し、イラスト投稿サイトpixivにて一般のイラストレータから案の公募を行った（最終選考には立川本人も参加）。審査の結果やもり四季。の案が最優秀賞を獲得し、同者の作画による新章が講談社の雑誌上にて連載・コミックス化されることが決定した。その後、2018年6月からpixivと講談社が共同で運営する漫画アプリ「Palcy」にて、同者による新章『怪盗セイント・テール girls!』が連載されている。

## あらすじ
西洋の雰囲気が漂う港町・聖華市のミッションスクール・聖（セント）ポーリア学院に通う羽丘芽美は、マジシャンを父に持つ中学2年生。しかしもう一つの姿は人並み外れた身体能力と華麗なマジックを操り、聖華市を騒がす怪盗セイント・テール。彼女は犯罪被害に遭った「迷える子羊」たちの救済のため、学院礼拝堂の見習いシスターにして情報アシスト役のパートナーである親友・深森聖良のサポートのもと、盗品を盗み返して悪人たちの罪を暴く怪盗活動に走り回っているのだった。
警察さえ手玉に取るセイント・テールを追うのは、刑事の息子で芽美のクラスメートの天才少年・アスカJr.こと飛鳥大貴。彼は市長より特命を受けた、セイント・テール専任捜査官なのだ。最初は生意気なアスカJr.に怒り心頭な芽美だったが、中学生と怪盗の二重生活を送る中で微妙な感情を抱くように。しかし、信念をもってセイント・テールに向き合おうとする彼の真摯さに心惹かれていく。
アスカJr.に自分を捕まえて欲しいと犯行の度に予告状を送りつける芽美だが、一方で正体を知られれば拒絶されるかもしれないと恐怖していた。セイント・テールと飛鳥Jr.の追いかけっこの結末は……？

## 登場人物

### 主要人物
羽丘 芽美（はねおか めいみ） / 怪盗セイント・テール（かいとうセイント・テール）
声 - 桜井智
本作の主人公。聖ポーリア学院・中等部2年A組。アクロバットもできるほどの運動神経を持ち体育は大得意だが、勉強の方は芳しくなく特に数学が苦手。マジシャンの父親と専業主婦の母親がいる。
血液型はA型で、誕生日は9月29日。身長152cm。体重43kg。好きな色はピンクとブルーサファイア。甘いものと可愛いものが大好き。トカゲが大の苦手。
明るく元気で正義感の強い性格だが、そそっかしくドジな所が玉にキズ。涙もろくて照れ屋な所があるが、アスカJr.には強気。理想と現実、偶像の自分と本当の自分とのギャップに悩んだりと繊細な内面を持つ普通の女の子。しかし夜になると、聖華市を騒がす「怪盗セイント・テール」に変装（アニメでは聖コロンペンダントで変身）し、聖良と一緒に「迷える子羊」たちを救っていく。盗みの手口や父親譲りのマジックの鮮やかな腕前はもはや魔法の域に近い。普段はオレンジ色のロングヘアだがセイント・テールになるとポニーテールに結んでおり、髪の毛がしっぽに見えることから聖良に命名された。原作では眼鏡をかけている描写が随所に存在する。
作者の立川曰く、モデルはアイドル時代の麻丘めぐみ。
8年後、アスカJr.からのプロポーズを受けて婚約。
飛鳥 大貴（あすか だいき） / アスカJr.（アスカ ジュニア）
声 - 岡野浩介
芽美のクラスメートで刑事の息子。常に学年首席の成績をキープする天才少年だが、年相応の少年らしい気さくさ（子供っぽさ）を持つ。ゲームは苦手。
血液型はAB型で、誕生日は8月12日。身長159cm。体重53kg。好きな色はグリーン。好きな食べ物ははんぺんで、嫌いな食べ物は牛乳。
基本的にまっすぐで明るい性格の正義漢だが、鈍感で素直になれない一面がある。頭脳の優秀さは折り紙つきで、原作ではセイント・テールに関わる前にも警察に協力して事件を解決したことがあった。当初は興味と正義感からセイント・テールを一般市民の立場で追っていたが、その才能と情熱を市長に認められ「セイント・テール専任捜査官」の権限を与えられる。セイント・テールの肩を持ちたがる芽美とは喧嘩ばかりしているが、お互い付かず離れずの関係。ライバルであるセイント・テールの行為には理解を示しつつも、犯罪で解決するやり方を否定している。
8年後、セイント・テールに代わって「迷える子羊」を救う私立探偵となり、芽美にプロポーズした。
深森 聖良（みもり せいら）
声 - 井上喜久子
芽美のクラスメートで大親友。おっとりとした性格。将来はシスター志望で、放課後には学院の礼拝堂で懺悔や相談を受け付ける見習いシスターとして奉仕活動をしている。
血液型はB型で、誕生日は7月3日。身長152cm。体重43.5kg。好きな色はピュアホワイト。
誰にでも敬語で話し、芽美を「ちゃん」付けで呼ぶ。ミーハーな芽美とは反対にあまり物事に動じない、穏やかなしっかり者。慎重で勘が鋭く、さらっと辛辣な発言をすることも。普段は芽美のツッコミ役だが、天然ボケな一面もある。その一方で敬虔であるがゆえに独善的であり、自らに都合が悪くなった場合には「すべては主の思し召しです」の一言で全てを片付けてしまおうとする人物でもある。
得意技は芽美を口車に乗せること。芽美がセイント・テールだと知っている唯一の人間で影の立役者。セイント・テールが救おうとする「迷える子羊」は、すべて聖良に相談や懺悔をした人々である。
凄まじい情報収集能力を誇り、聖華市で彼女に分からないことなどないのではと思わせるほどの情報網を持つ。必要とあらば芽美と共に現場に乗り込み、セイント・テールのサポートも行う行動派（セイント・テールの影武者を務めるなど）。公私と心身共に芽美をしっかりと支える良き大親友である。
最終回終章の8年後で正式のシスターとなっている。本編最終回は彼女の言葉で締められた。
ルビィ
声 - こおろぎさとみ
芽美が飼っているペットのハリネズミ。頭にセイント・テールとお揃いの黒いリボンをして「きゅっ」と鳴く。名前の由来は、父が母に贈った結婚指輪がルビーだから（両親に飼う許可を貰うために芽美がわざと名付けた）。
セイント・テールの活動中は家で留守番をしていることが多い。そのため、連れて行って貰えないとふてくされることもある。両親に芽美が家にいるように見せかけるため、偽装工作を手伝ったこともある。
原作では長期連載中期初頭の通算第11話で初登場し、アニメ版ではキャラクター商品を販売する都合上、この話を放映第2回の第3話（放映第1回はスペシャルとして2話同時放映）から初登場。
高宮 里奈（たかみや リナ）
声 - 永島由子
芽美たちのクラスにやってきた転校生。聖華市長の姪。将来の夢は婦人警官。アスカJr.とはゲームセンターで出会って以来の縁でアスカJr.に想いを寄せる芽美の恋敵。アスカJr.よりも背が高く、モデル並みの抜群のプロポーションを誇る。正義感が強く大胆な性格で、思ったことはズケズケ言うタイプ。
誕生日は5月19日。血液型はB型。
原作の長期連載開始第2話（通算第6話）より登場。やや思慮に欠けており、周囲の迷惑を考えず猪突猛進に突っ走りがち。時折過激な手段を講じることがあり、登場2話目（通算第7話）ではランチャーによる催涙弾を使用。後にセイント・テールの正体は芽美ではないかと疑い、彼女の正体を暴こうと様々な策を講じるも失敗に終わる。芽美とアスカJr.の関係が確定し失恋してからは潔く身を引くと同時に、佐渡に暴力をふるう癖がついてしまった。
セイント・テールの身軽さに対し、こちらは怪力が自慢。また、アニメではプロの刑事と渡り合うほどの格闘能力を披露している。
8年後、念願の婦人警官となるが、アスカに事件を解決されてばかりで悔しがっていた。
佐渡 真人（さわたり まなと）
声 - 森川智之
芽美たちのクラスメートで新聞部所属。スクープと捏造を好む困ったパパラッチ少年。キザで軽薄な陰謀屋で、目立ちたがりな性格。
誕生日は12月8日。血液型はO型。
初登場時（原作通算第12話）セイント・テールに酷い目に遭わされたため、彼女を目の敵にしている。セイント・テールの関係で新聞部の活動を見学した芽美に一目惚れし、しつこくアタックするようになる。一応アスカJr.の恋敵で、自分よりも存在感があって芽美と仲が良い彼にあまりいい印象を抱いていない。
女子の前では笑顔を振り撒く爽やかな好少年を演じているため、女子からの人気は高い。彼の本性を知るクラスメートは少なくなく、一部（一例として高宮リナ）から「サルワタリ」と呼ばれている。後期からは聖良にも好意を抱くようになる。芽美とアスカJr.の関係が確定してからは失恋のショック期間を経て立ち直り、恋愛対象を聖良に切り替える。また、リナから殴られるようになった。
番外編『-聖良ちゃんと佐渡くん-』では、サッカー部員全員がゲイであるかのようにスクープした上、「捏造はスクープ記者の基本（ウソ）」と言うなど、世相を風刺するブラックさを見せている。
8年後、プロのカメラマンになる。原作の第7巻の番外編には佐渡と聖良のラブストーリーが収録されている。

### 主要人物の関係者
恭子（きょうこ）
声 - 岩男潤子
芽美の友人でクラスメート。赤いリボンのロングヘアで一見おしとやかな印象だが、実は噂話が好きなかしまし娘。共にそうでもコンビを組む涼子と比べると乙女チックで女の子らしい。
涼子と結成している噂話コンビ「Noiseな2人」のブレーキ役。だが、イマイチ役目を果たしきれておらず、逆にアクセルと化すことも多々ある。苗字不明。
涼子（りょうこ）
声 - こおろぎさとみ
芽美の友人でクラスメート。原作では家が造園屋という設定。活発で多少勝気。コギャル言葉（チョベリバ、チョベリグなど）を連発する。
噂話が好きで、恭子と結成している噂コンビ「Noiseな2人」のアクセル役。スイッチが入るとどこまでも暴走するが、逆に相方の恭子が暴走した時は仕方なくブレーキに回ることも。苗字は不明。
羽丘 源一郎（はねおか げんいちろう）
声 - 井上和彦
芽美の父親。今をときめく一流マジシャン。マジックのみできちんと生計を立て、家も建てている。
誕生日は3月1日。血液型はA型。
修行時代に映美と出会い、結婚して芽美が産まれた。とても温厚で優しく、妻子を溺愛する。なお、マジックのタネや仕掛けの一部をセイント・テールが「仕事」に流用している場合がある。
名前の由来は高橋源一郎からきている（コミックスより、立川談）。
羽丘 映美（はねおか えいみ）
声 - 榎本智恵子
芽美の母親。専業主婦。時折、源一郎のマジックを手伝うこともある。
誕生日は10月27日。血液型はA型。
実は若い頃は自身の運動神経を活かそうと「怪盗ルシファー」として活躍しており、警察に追い詰められて逃げ込んだ先が偶然若き日の源一郎が住んでいたアパートで、彼に怪我の手合てをしてもらったことから彼と付き合い始め、怪盗業を引退した。なお、娘が怪盗をしていることを両親は知らない。
飛鳥 友貴（あすか ともき）
声 - 大塚明夫
アスカJr.（大貴）の父親。聖華市警に勤務する刑事。職務上セイント・テールを追っているが、それに関連して暴かれる悪事の犯人を逮捕することが多い。
潜入捜査を得意とし、様々な職業の人間に化ける。普段は飄々とした物腰で頼りなく、息子からも「ダメ刑事」呼ばわりされるが、実際は明晰な頭脳と高い行動力で数多くの事件を解決している切れ者。
実は若い頃「怪盗ルシファー（映美）」を追っていた過去を持つ。
仙道 真珠（せんどう まじゅ）
声 - かないみか
ローズマリーの養女でローズマリーを実の親のように慕っている。11歳。占いと催眠術の使い手でセイント・テールすらも手玉に取るほどである。勝気でかなりませた性格。ローズマリーの命令に従い、セイント・テールや飛鳥を苦しめた。
仙道 椛子（せんどう かばこ） / 怪盗 ローズマリー（かいとう ローズマリー）
声 - 幸田直子
芽美の母親・映美の怪盗時代（怪盗ルシファー）のライバル。本名を気にしており、怪盗ルシファーやセイント・テールに自分の本名が大きく書かれた風船の予告状を飛ばされた時には激怒した。かわいいもの好き（真珠談）。

### その他の人物
森中 秀雄（もりなか ひでお）
声 - 中村秀利
聖華市の市長。リナの叔父。アスカJr.に「セイント・テール 専任捜査官」の権限を与えた人物。
姪には甘く、リナの頼みで彼女をアスカJr.の助手につけさせたこともある。
シスター
声 - 野中民美代
芽美たち2年A組のクラス担任教師。氏名不詳。クセモノ揃いの生徒に囲まれて、心の休まる暇もない苦労人。
千葉（ちば）
声 - 千葉一伸
アスカJr.の友人でクラスメート。靖広とアスカJr.とでいわゆる「3バカ」トリオとして取り上げられる。恭子と涼子の「Noiseな2人」と違い、影が薄い。
靖広（やすひろ）
声 - 高戸靖広
アスカJr.の友人でクラスメート。千葉とアスカJr.とでいわゆる「3バカ」トリオとして取り上げられる。佐渡を加えて「バカ四天王」と思われがちだが、男子からの評判がすこぶる悪い佐渡と組むことはない。

## 怪盗セイント・テール（キャラクター）
聖ポーリア学院中等部2年A組に所属する、羽丘芽美と深森聖良によって仕立てられ、運用される怪盗チーム。芽美がマジックを駆使して物品を奪還する実動を、聖良が情報収集や撹乱を用いた芽美のサポートを担当する。実動者および変身を行うのが芽美ひとりのため「怪盗セイント・テール」とは芽美のみのことと思われがちだが、上述の通り「セイント・テール」の活動は芽美と聖良の双方がいないと成り立たないため、実質上は芽美と聖良のコンビによるチームとなっている。
元々は聖良が自身が近所の子どもに取られてしまった礼拝堂懺悔室のカギを取り戻すために、親の言いつけを破って学院内でマジックをしてしまった芽美の弱みにつけこんで、彼女に「黙っていることに対する取引」として、その奪還を依頼したのが始まりである。芽美は渋々その依頼をこなしたが、結果としてそれが世間で大きな騒ぎになった。そして結果として懺悔室の鍵を学院に無断で占有する機会を得た聖良は気を良くして、自らの元に懺悔にやってくる「迷える子羊」たちの自己救済を目論み、その結果として「セイント・テール」が誕生した。なお、この名前の発案者は聖良である。

### 変身プロセス
上記の通りアニメ版においては、アニメオリジナルの設定として「変身ヒロインもの」としてのメソッドが組み入れられたことで変身バンクが用意された（原作はマジックによる早着替えの一種であるため、この限りではない）。
変身は、香水が入った卵型の変身アイテム「セイントコロンペンダント」を使用。「主よ、種も仕掛けもないことをお許しください」と唱え「ワン、トゥー、スリー！」と叫ぶことで変身する。
最後には、芽美と聖良によって「私たちに、神のご加護がありますように」と唱え、主に祈りをささげることで終わる。

## 単行本

### 通常版
講談社『KCなかよし』刊。
1. 1995年6月6日発売 ISBN 4-06-178808-6 - 同著者別作『あさがおのポートレート』『春をよぶオルゴール』収録
2. 1995年10月6日発売 ISBN 4-06-178816-7
3. 1996年2月6日発売 ISBN 4-06-178824-8
4. 1996年6月6日発売 ISBN 4-06-178833-7
5. 1996年9月6日発売 ISBN 4-06-178842-6
6. 1996年12月6日発売 ISBN 4-06-178850-7 - 同著者別作『16歳のティアラ』（立川恵デビュー作）『くじらが飛んだ日』収録
7. 1997年4月4日発売 ISBN 4-06-178859-0 - 全編番外編。同著者別作『ひ〜ふ〜み〜』『真夏にジャストミート』収録

### 新装版
講談社『KCデラックス』刊。
巻頭口絵において連載時における、いくつかのカラーページの再現が行われている。ただし、その一方で通常版の余剰スペースに収録されていた立川恵による著者コメントの大部分や、通常版に同時収録されていた同作者別作の読切作品はオミットされている。第4巻にはスペシャルコンテンツとして登場人物紹介と設定資料が付されているが、これはもともと通常版の余剰スペースに作者コメントの一部分として収録されていたものをスクラップして再編集を行い収録したもので、新規に出されたものではない。ただし4巻の巻末に作者からの簡便なひとことのみ「スペシャルメッセージ」として新規に付されている。
1. 2011年10月13日 初版発行 ISBN 978-4-06-376160-3
2. 2011年10月13日 初版発行 ISBN 978-4-06-376161-0
3. 2011年11月11日 初版発行 ISBN 978-4-06-376162-7
4. 2011年11月11日 初版発行 ISBN 978-4-06-376163-4

### 原作タイトル
- 番外編『聖良ちゃんと佐渡くん』のみ『るんるん』に掲載。それ以外は『なかよし』に掲載された。

| 話数   | サブタイトル                       | 掲載         | 収録巻 | 新装収録 |
| ------ | ---------------------------------- | ------------ | ------ | -------- |
| 1      | 怪盗セイント・テール登場           | 1994年10月号 | 第1巻  | 新装1巻  |
| 2      | 予告状と挑戦状                     | 1994年11月号 | 第1巻  | 新装1巻  |
| 3      | 女の子の気持ち                     | 1994年12月号 | 第1巻  | 新装1巻  |
| 4      | 約束                               | 1995年01月号 | 第1巻  | 新装1巻  |
| 5      | セイント・テールの初デート         | 1995年03月号 | 第2巻  | 新装1巻  |
| 6      | チェリー・ブラッサム               | 1995年04月号 | 第2巻  | 新装1巻  |
| 7      | 涙の秘宝展                         | 1995年05月号 | 第2巻  | 新装1巻  |
| 8      | 大好き                             | 1995年06月号 | 第2巻  | 新装1巻  |
| 9      | ウエディング・リハーサル           | 1995年07月号 | 第2巻  | 新装2巻  |
| 10     | アスカJr.のいちばん長い日          | 1995年08月号 | 第3巻  | 新装2巻  |
| 11     | ダイヤと夜空とハリネズミ           | 1995年09月号 | 第3巻  | 新装2巻  |
| 12     | パートナーチェンジ                 | 1995年10月号 | 第3巻  | 新装2巻  |
| 13     | 鏡の中の芽美                       | 1995年11月号 | 第3巻  | 新装2巻  |
| 14     | クリスマス・コメット               | 1995年12月号 | 第4巻  | 新装2巻  |
| 15     | スノー・ドロップの魔法             | 1996年01月号 | 第4巻  | 新装3巻  |
| 16     | 秘密のバレンタイン                 | 1996年02月号 | 第4巻  | 新装3巻  |
| 17     | アイドルはだれだ!?                 | 1996年03月号 | 第4巻  | 新装3巻  |
| 18     | ふたりの小夜曲[セレナーデ]（前編） | 1996年04月号 | 第5巻  | 新装3巻  |
| 19     | ふたりの小夜曲[セレナーデ]（後編） | 1996年05月号 | 第5巻  | 新装3巻  |
| 20     | 海に帰った真珠                     | 1996年06月号 | 第5巻  | 新装3巻  |
| 21     | 宝物は すぐそばに                  | 1996年07月号 | 第5巻  | 新装4巻  |
| 22     | パンドラの少女                     | 1996年08月号 | 第6巻  | 新装4巻  |
| 23     | 鏡の中の真実                       | 1996年09月号 | 第6巻  | 新装4巻  |
| 24     | ラスト・マジック                   | 1996年10月号 | 第6巻  | 新装4巻  |
| 番外編 | セイント・テール誕生!              | 1996年11月号 | 第7巻  | 新装4巻  |
| 番外編 | クリスマスのおくりもの             | 1996年12月号 | 第7巻  | 新装4巻  |
| 番外編 | 聖良ちゃんと佐渡くん               | 1997年03月号 | 第7巻  | 新装4巻  |

## テレビアニメ
1995年10月12日から1996年9月12日にかけて、テレビ朝日系列局（ただしフルネット局のみ）にて19:30〜20:00の時間帯で放映された。東京ムービー新社が「キョクイチ東京ムービー」と表記変更してから最初に制作された作品である。本放送時は初回スペシャルのみ「東京ムービー新社」名義を、3〜24話では東京ムービー新社以前の社名である「東京ムービー」名義で、現在の再放送（並びにデジタルリマスター版）は「トムス・エンタテインメント」名義でクレジットされている。2022年現在、テレビ朝日系列で全国放送された最後の東京ムービー単独制作アニメである。
掲載誌や制作会社など、スタッフは前年に読売テレビが制作・放送された『魔法騎士レイアース』から続投の会社が多く、制作幹事局も同じ大阪民放局の朝日放送（ABC）が請け負った。
初回放送は『やきいも大追跡』を含めた1時間スペシャルとして制作された。そのため、1話のサブタイトルには初回スペシャルのロゴが記載され、エンディングの『純心』は通常ではなくロング版（全楽曲に近い形）が使われた。以降、1話・2話の単独再放送ではこのフォーマットが踏襲されているが、オープニングのみ3話以降の物が使用されている。
6話・7話の初回放送ではOPおよびED主題歌をバックに次回放送のサブタイトルの後、主題歌のCDプレゼント告知が流れるが再放送では通常の予告映像に差し替えられた。
朝日放送（ABC）制作のアニメは1996年3月の木曜19時前半枠消滅に引き続き、本作を最後に同年10月以降からゴールデンタイムの放送から撤退した。テレビ朝日系列木曜19:00枠としても最後のアニメ番組となり、本作終了後は制作枠を2年ぶりにテレビ朝日に返上して3年ぶりにバラエティ枠となり、2022年現在もテレビ朝日制作によるバラエティ番組が継続している。以後、ABC制作の全国ネットアニメ枠は2020年10月に『ANiMAZiNG!!!』が新設されるまでは東映アニメーション制作による日曜8:30枠（2004年以降プリキュアシリーズ）のみとなり、それ以外では一部地域での散発的な深夜アニメの放送に留まっていた。

### 製作スタッフ
- 原作 - 立川恵
- チーフディレクター - 鍋島修
- キャラクターデザイン・作画監督 - 阿部純子
- 美術監督 - 小林七郎
- 背景 - 小林プロダクション、あにまる屋
- 色彩設計 - 手嶋明美（エムアイ）
- 撮影監督 - 白尾仁志
- 撮影 - トムス・フォト、旭プロダクション、トランス・アーツ
- 編集 - 鶴渕允寿
- 音楽監修 - すぎやまこういち ※ノンクレジット
- 音楽プロデューサー - 堀尾裕樹
- 音楽 - 松尾早人
- 音楽監督 - 鈴木清司
- 音響監督 - 山田悦司[7]（第1話 - 第24話）、小林克良（第3話 - 第43話）
- 効果 - 横山正和
- 録音調整 - 田中章喜、内山敬章
- 録音助手 - 大城久典
- 録音スタジオ - APUスタジオ
- 録音制作 - オーディオ・プランニング・ユー
- 音楽プロデューサー - 鎌形英一、佐野弘明、佐藤成俊
- 音楽制作/協力 - ポリグラム、スギヤマ工房
- 番組宣伝 - 小田部拓、梅村陽子、野寄貴美子（ABC）
- ストーリーエディター - 飯岡順一
- 制作担当 - 小林辰与（第1話 - 第24話）→豊田智紀（第25話 - 第43話）
- プロデューサー - 依田正和、大野逸雄[8]（ABC）・中村重喜[8]、渡辺哲也（電通）・尾崎穏通（TMS）
- 制作協力 - 電通
- 制作 - ABC、キョクイチ東京ムービー

### 主題歌・音楽

#### オープニングテーマ
『時を越えて』 （1〜24話）
作詞・歌 - 松雪泰子 / 作曲 - 松本俊明 / 編曲 - 黒羽康司
収録
CDS『時を越えて』PODH-1282（ポリドール）
アルバム『pray』POCH-1548（ポリドール）
アルバム『怪盗セイント・テールBEST SONGS』TACX-2497（トーラスレコード/販売元：ポリグラム）
アルバム『怪盗セイント・テールBEST OF BEST』POCX-1062（ポリグラム）
『明日へと駆け出してゆこう』 （25〜最終話）
作詞・歌 - 松田聖子 / 作曲 - 松田聖子・小倉良 / 編曲 - 鳥山雄司
収録
CDS『あなたに逢いたくて〜Missing You〜』PHDL-1061（マーキュリー・ミュージックエンタテイメント）
アルバム『Vanity Fair』PHCL-5028（マーキュリー・ミュージックエンタテイメント）
アルバム『SEIKO '96〜'98』PHCL-5112（マーキュリー・ミュージックエンタテイメント）
アルバム『卒業物語』UMCK-1090（キティMME）
アルバム『SEIKO Smile〜SEIKO MATSUDA 25th Anniversary Best Selection〜』UMCK-4055（ユニバーサルミュージック）
備考
上記の通り、CDS『あなたに逢いたくて〜Missing You〜』のカップリング曲である。松田にとってはオリコン調べで初のミリオン・シングル。
松田自身が『怪盗セイント・テール』のファンであったために実現したタイアップ。一方で原作者である立川も松田のファンであり、また『怪盗セイント・テール』のモチーフが彼女の楽曲『ピンクの豹』（アルバムStrawberry Timeに収録）に由来するものであったため、「原作者および歌手双方の強い要望」のためこの曲が後期主題歌として採用された。
なお、従来のセイント・テールの劇中歌・主題歌・イメージソングはポリグラム傘下の邦楽レーベル会社であったポリドール・レコードならびにトーラスレコードからリリースされたが、この曲のみ当時松田が所属していたマーキュリー・ミュージックエンタテイメント(MME)からのリリースとなっている。MMEもポリグラム傘下であるが、何らかの事情でポリドール系から発売された放映当時の番組サウンドトラックやベスト盤にはこの曲は収録されていない（同期EDは収録）。ただし、劇中楽曲を収録したサウンドトラックの2枚目（後述）にはバージョン違いのインストゥルメンタルのみ収録されている。

#### エンディングテーマ
『純心』（1〜24話）
作曲・歌 - 井上昌己 / 作詞 - 古賀勝哉 / 編曲 - 京田誠一
収録
CDS『純心』TADX-7420（トーラスレコード/販売元：ポリグラム）
アルバム『SweetII』TACX-2480（トーラスレコード）
アルバム『Up Side Down』TACX-2490（トーラスレコード）
アルバム『Love Ballad Best SHOKO LAND』 TACX-2496（トーラスレコード）
アルバム『怪盗セイント・テールBEST SONGS』TACX-2497（トーラスレコード/販売元：ポリグラム）
アルバム『怪盗セイント・テールBEST OF BEST』POCX-1062（ポリグラム）
アルバム『GOLDEN☆BEST 井上昌己』UICZ-6057（廉価盤：UPCY-9301）（ユニバーサルミュージック）
備考
初回SPの際のみ、ロング版（全楽曲に近い形）で放映された。
『Up Side Down -永遠の環-』（25〜38話）
作曲・歌 - 井上昌己 / 作詞 - 古賀勝哉 / 編曲 - 森園勝敏
収録
CDS『Up Side Down -永遠の環-』TADX-7430（トーラスレコード/販売元：ポリグラム）
アルバム『Up Side Down』TACX-2490（トーラスレコード）
アルバム『怪盗セイント・テールBEST SONGS』TACX-2497（トーラスレコード/販売元：ポリグラム）
アルバム『怪盗セイント・テールBEST OF BEST』POCX-1062（ポリグラム）
備考
後に12分近くある『完全版』が作られ、井上のアルバム『Up Side Down』に所収となっている。
『夢みるメロディー』（39〜最終話）
歌 - 梶谷美由紀 / 作詞 - サエキけんぞう / 作曲・編曲 - 鈴木智文
収録
CDS『夢みるメロディー』TADP-1010（ニュートーラスレコード）
アルバム『HEART & LIGHT』TACP-1005（ニュートーラスレコード）
アルバム『ANIMAX ANIMATION HITS COLLECTION』TACP-1007（ニュートーラスレコード）
アルバム『怪盗セイント・テールBEST OF BEST』POCX-1062（ポリグラム）
備考
ラスト5話のみに流された特別楽曲。最終回では最終回専用エンディングアニメが使われた。

#### 本編音楽
音楽プロデューサー
堀尾裕樹（ポリグラム）
監修
すぎやまこういち
音楽
松尾早人
収録CD（アルバム）
『怪盗セイント・テール オリジナル・サウンドトラック 1』POCX-1013（ポリグラム）
『怪盗セイント・テール オリジナル・サウンドトラック 2』POCX-1034（ポリグラム）

### ネット局
| 放送対象地域  | 放送局           | 系列           | 備考   |
| ------------- | ---------------- | -------------- | ------ |
| 近畿広域圏    | 朝日放送         | テレビ朝日系列 | 制作局 |
| 関東広域圏    | テレビ朝日       | テレビ朝日系列 |        |
| 北海道        | 北海道テレビ     | テレビ朝日系列 |        |
| 青森県        | 青森朝日放送     | テレビ朝日系列 |        |
| 宮城県        | 東日本放送       | テレビ朝日系列 |        |
| 秋田県        | 秋田朝日放送     | テレビ朝日系列 |        |
| 山形県        | 山形テレビ       | テレビ朝日系列 |        |
| 福島県        | 福島放送         | テレビ朝日系列 |        |
| 新潟県        | 新潟テレビ21     | テレビ朝日系列 |        |
| 長野県        | 長野朝日放送     | テレビ朝日系列 |        |
| 静岡県        | 静岡朝日テレビ   | テレビ朝日系列 |        |
| 石川県        | 北陸朝日放送     | テレビ朝日系列 |        |
| 中京広域圏    | 名古屋テレビ     | テレビ朝日系列 |        |
| 広島県        | 広島ホームテレビ | テレビ朝日系列 | [ 13 ] |
| 山口県        | 山口朝日放送     | テレビ朝日系列 |        |
| 香川県 岡山県 | 瀬戸内海放送     | テレビ朝日系列 |        |
| 愛媛県        | 愛媛朝日テレビ   | テレビ朝日系列 |        |
| 福岡県        | 九州朝日放送     | テレビ朝日系列 |        |
| 長崎県        | 長崎文化放送     | テレビ朝日系列 |        |
| 熊本県        | 熊本朝日放送     | テレビ朝日系列 |        |
| 大分県        | 大分朝日放送     | テレビ朝日系列 |        |
| 鹿児島県      | 鹿児島放送       | テレビ朝日系列 |        |
| 沖縄県        | 琉球朝日放送     | テレビ朝日系列 |        |

### 各話リスト
| 話数 | サブタイトル                                      | 脚本              | 絵コンテ       | 演出           | 作画監督            | 放送日          |
| ---- | ------------------------------------------------- | ----------------- | -------------- | -------------- | ------------------- | --------------- |
| 1    | 登場! キュートな大泥棒!? あなたのハート盗みます。 | 柏原寛司 藤田伸三 | 鍋島修         | 山本泰一郎     | 佐々木恵子          | 1995年 10月12日 |
| 2    | 素敵なライバル! アスカJr.                         | 大川俊道 藤田伸三 | 佐藤真人       | 佐藤真人       | 浜田勝 山本天志     | 1995年 10月12日 |
| －   | やきいも大追跡                                    | －                | 越智一裕       | 越智一裕       | 越智一裕            | 1995年 10月12日 |
| 3    | 芽美の恋人はハリネズミ!?                          | 藤田伸三          | 山本泰一郎     | 酒井伸次       | 田中穣              | 10月19日        |
| 4    | ウエディングヴェールは大嫌い                      | 藤田伸三          | 山本泰一郎     | 酒井伸次       | 田中穣              | 10月26日        |
| 5    | 幸せ伝説!? 時計台の大騒動!                        | 米村正二          | 羽生頼仙       | 羽生頼仙       | 渡辺伸弘            | 11月2日         |
| 6    | 強敵現わる! 噂の転校生リナ                        | 藤田伸三          | 山本泰一郎     | 山本泰一郎     | 佐々木恵子          | 11月9日         |
| 7    | 涙! なみだの初ランデブー!?                        | 日暮裕一          | まついひとゆき | まついひとゆき | 山本天志            | 11月16日        |
| 8    | ピンチ! 落し物にご用心                            | 米村正二          | 神田直人       | 神田直人       | 大竹紀子            | 11月23日        |
| 9    | コンテスト会場は大混乱                            | 大川俊道          | 酒井伸次       | 酒井伸次       | 田中穣 渡辺伸弘     | 11月30日        |
| 10   | 告白…しちゃった!?                                 | 米村正二          | 棚橋一徳       | 岡崎ゆきお     | 阿部純子            | 12月7日         |
| 11   | スクープ写真で学院祭大騒動                        | 日暮裕一          | 大庭秀昭       | 大庭秀昭       | 浜田勝              | 12月14日        |
| 12   | 仰天! 大トカゲのサンタ?!                          | 大川俊道          | 山本泰一郎     | 山本泰一郎     | 佐々木恵子 横手博人 | 12月21日        |
| 13   | 神秘!ローザ王女の鏡                               | 橋本裕志          | まついひとゆき | まついひとゆき | 山本天志            | 1996年 1月11日  |
| 14   | 愛と涙のプラットホーム                            | 米村正二          | 倉井さとし     | 酒井伸次       | 渡辺伸弘            | 1月18日         |
| 15   | 宝石泥棒を追え!迷犬リトル                         | 藤田伸三          | 鍋島修         | 鍋島修         | 本橋秀之 宮崎なぎさ | 1月25日         |
| 16   | 中華の鉄人を盗め!                                 | 利波創造          | 大庭秀昭       | 大庭秀昭       | 浜田勝              | 2月1日          |
| 17   | バレンタインのハート泥棒!?                        | 横谷昌宏          | 岡崎ゆきお     | 岡崎ゆきお     | 山本天志            | 2月8日          |
| 18   | さわると危険!超電流の罠                           | 日暮裕一          | 山本泰一郎     | 山本泰一郎     | 佐々木恵子 横手博人 | 2月22日         |
| 19   | 彗星大接近!地球最後の夜!?                         | いとうなおこ      | 酒井伸次       | 酒井伸次       | 田中穣 渡辺伸弘     | 2月29日         |
| 20   | 幻の怪鳥の卵を取り戻せ!                           | いとうなおこ      | まついひとゆき | まついひとゆき | 阿部純子            | 3月7日          |
| 21   | 思い出のハーモニカを盗め!                         | 藤田伸三          | 岡崎ゆきお     | 岡崎ゆきお     | 山本天志            | 3月14日         |
| 22   | UFO現る!?街は大さわぎ!                            | 米村正二          | 山本泰一郎     | 山本泰一郎     | 佐々木恵子 横手博人 | 3月21日         |
| 23   | ニセ予告状!?秘密の香水の罠                        | いとうなおこ      | 佐藤真人       | 酒井伸次       | 渡辺伸弘            | 3月28日         |
| 24   | 許せない!家を壊す悪者たち                         | 鈴木やすゆき      | まついひとゆき | まついひとゆき | 門之園恵美          | 3月28日         |
| 25   | 強敵!エリート女刑事と対決                         | 日暮裕一          | 岡崎ゆきお     | 岡崎ゆきお     | 山本天志            | 4月11日         |
| 26   | 芽美が大富豪の息子と婚約!?                        | いとうなおこ      | 山本泰一郎     | 山本泰一郎     | 佐々木恵子 横手博人 | 4月18日         |
| 27   | 美少女アイドルを救え!                             | 井上一弘          | 酒井伸次       | 酒井伸次       | 渡辺伸弘            | 5月2日          |
| 28   | 市長の陰謀!白鳥を盗め（前編）                     | 横谷昌宏          | 山本泰一郎     | 山本泰一郎     | 佐々木恵子          | 5月16日         |
| 29   | 市長の陰謀!白鳥を盗め（後編）                     | 横谷昌宏          | 貞光紳也       | 貞光紳也       | 門之園恵美          | 5月23日         |
| 30   | 正体がバレる!芽美危機一髪                         | 利波創造          | 鍋島修         | 鍋島修         | 石野聡              | 6月6日          |
| 31   | 月の宝石を盗め!                                   | 橋本裕志 藤田伸三 | まついひとゆき | まついひとゆき | 平山まどか          | 6月13日         |
| 32   | 女子マラソン選手の靴を盗め                        | いとうなおこ      | まついひとゆき | まついひとゆき | 山本天志            | 6月20日         |
| 33   | 少女剣士の願い!名刀を盗め                         | 藤田伸三          | 西澤晋         | 岡崎ゆきお     | 阿部純子            | 6月27日         |
| 34   | サラブレッドを取り戻せ!                           | 鈴木やすゆき      | 佐藤真人       | 酒井伸次       | 渡辺伸弘            | 7月4日          |
| 35   | “幸福の樹”を取り戻せ!                             | 井上一弘          | 山本泰一郎     | 山本泰一郎     | 佐々木恵子          | 7月11日         |
| 36   | 自然の宝・美しき蝶を守れ!                         | 利波創造          | 貞光紳也       | 貞光紳也       | 阿部純子            | 7月18日         |
| 37   | 幻の名画!帰って来た女探偵                         | 日暮裕一          | まついひとゆき | まついひとゆき | 山本天志            | 7月25日         |
| 38   | 爆笑!ドタバタ探偵団大活躍                         | 藤田伸三          | 鍋島修         | 酒井伸次       | 渡辺伸弘            | 8月1日          |
| 39   | “白いイルカ”を海へ帰せ!                           | 小沢俊介(採録)    | 山本泰一郎     | 山本泰一郎     | 佐々木恵子          | 8月8日          |
| 40   | 母の秘密!女怪盗の復しゅう                         | 小沢俊介(採録)    | 貞光紳也       | 貞光紳也       | 阿部純子            | 8月15日         |
| 41   | 強敵!?かわいい悪魔のワナ!                         | 桜井正明(採録)    | 佐藤真人       | 岡崎ゆきお     | 山本天志            | 8月22日         |
| －   | 怪盗セイント・テール ときめきスペシャル           | 藤田伸三(構成)    | －             | －             | －                  | 8月30日         |
| 42   | 母の敵!ローズマリーの陰謀                         | 桜井正明          | まついひとゆき | まついひとゆき | 門之園恵美          | 9月5日          |
| 43   | 最後の闘い!アスカを救え                           | 桜井正明          | 鍋島修         | 鍋島修         | 阿部純子            | 9月12日         |

### メディア媒体
ポリグラムよりVHSビデオおよびLDがセルビデオ14巻、レンタルビデオ・セルディスク11巻で発売されたが、現在は全巻、廃盤となっている。
2004年8月22日と11月28日にはバンダイビジュアルより、2008年4月25日と8月29日にはタキコーポレーションより、それぞれDVD-BOXが全2パック発売された。現在は、それぞれ廃盤となっている。
2014年11月にはHDネガテレシネを施したリマスター版としてNBCユニバーサル・エンターテイメントジャパンよりBlu-ray BOXが発売された。

### ネット配信
- 2006年9月1日より、動画配信サイト『@nifty東京ムービーONLINE』にて配信がスタート。
- 2019年8月7日より、YouTubeの「TMSアニメ55周年公式チャンネル」から第3話までが配信されている。

## ゲーム

### キッズコンピュータ・ピコ
『怪盗セイントテール セイント・テールとワン・ツー・スリー!』というタイトルで1996年にセガから発売されたキッズコンピュータ・ピコ用絵本ソフト。

### ゲームギア
1996年3月29日にセガから発売されたゲームギア用ソフト。

### セガサターン
1997年7月25日にトミーから発売されたセガサターン用ソフト。
1996年末（アニメ終了およびクリスマス商戦を見越して）の発売であったはずがプログラム上のトラブルが続出し、発売予定日が連続して遅延。開発当初からトラブル続きのプログラムというだけあり、場面転換やスクロール時におけるデータの読み込みが致命的なまでに遅く、読み込み中にサターン自体がフリーズするなどのトラブルも起こした。
基本は平面型のアドベンチャーRPG。ゲーム中、特定の人物に接触することでストーリーモードに突入する。また「学校の授業」という体裁でミニゲームもプレイできる。芽美の毎日を仮想体験することになる。そんな日常の中で突然事件が起こるといったオリジナルストーリーとなっている。収録されたシナリオは全6話で構成されており、要所のビジュアルシーンではアニメと同じ声優が担当している。また、セガサターン用ソフトに入っている「CDプレイヤーにかけないで下さい」というCD音声向けの注釈メッセージが、出演声優の演じる漫才・コント風のミニドラマになっている。

#### 主題歌
『E夢、見よう!』
歌 - 芽美&聖良（CV：桜井智 & 井上喜久子） / 作詞 - 有森聡美 / 作曲・編曲 - 松尾早人
収録
CDS『E夢、見よう!』PODX-1008（ポリグラム）
アルバム『怪盗セイント・テールBEST OF BEST』POCX-1062（ポリグラム）

#### あらすじ（セガサターン版）
セイント・テールが活躍する聖華市。その経済に新たな企業が参入してきた。近年、急成長を遂げている宇崎コンツェルン。しかしこの企業、裏ではかなり強引な商いを行うことでも知られていた。
人の心を踏みにじり、成長を続ける宇崎コンツェルン。一方で人の心を守り、踏みにじられんとする思いを奪還するセイント・テール。そして彼女を捕まえんとするアスカJr.。
それぞれの戦いのはてにある物は果たして……。

#### 登場人物（セガサターン版）
原作をはじめとする各メディアに共通して登場する人物は除く。なお、プレイヤーキャラクターは芽美（セイント・テール）のみである。
宇崎玲佳（うざき れいか）
声 - 百々麻子
両親の仕事の都合で聖華市にやってきた少女。聖ポーリア学院に転入し、芽美たちのクラスメートになる。強引な開発により近年急成長を果たした宇崎コンツェルンの社長の娘で、高飛車な性格。特技は高笑い。
リナと微妙にキャラクターがカブるため、彼女とは相性がいいのか悪いのか微妙な関係。
素は父親思いの素直な少女。また自家の所有する豪華客船にクラス全員を招待したり、条件を満たせばアイテムをくれたりと妙に気前のいい一面を持つ。

## ミュージカル
セガ・ファミリーミュージカルとして1996年7月26日より桜井がメイン所属している劇団「朝倉薫演劇団」によって全国ツアー公演された。
内容は原作の1〜2話（アニメ放映1回目）の内容をアレンジしたもの。

### メディア
映像メディア化はされていないが、ミュージカル音楽が収録されているサウンドトラックのCDは発売された。
- 『ミュージカル 怪盗セイント・テール オリジナルサウンドトラック』POCX-1046（ポリグラム）

### キャスト
- 羽丘芽美（怪盗セイント・テール） - 桜井智
- 飛鳥大貴（アスカJr.） - 岡野浩介
- 深森聖良 - 前田倫子
- 羽丘源一郎（パパ） - 山形ユキオ / 稲木雄二（ダブルキャスト）
- 飛鳥友貴（飛鳥刑事） - 佐藤義昭
- エガミ - 岩瀬裕二
- 秘書 - 竹中伸一

他、朝倉薫演劇団 総出演

### スタッフ
- 原作 - 立川恵
- 企画 - 安達由美子
- 脚本・演出 - 朝倉薫
- 音楽 - 神津裕之
- 振付 - 前田倫子
- 照明 - ニュースタッフ
- 音響 - ケネック・ノック
- 美術 - 朝倉薫演劇団
- 装置 - 村上舞台
- 舞台監督 - 犬飼克彦
- 製作デスク - 橋本遊
- 宣伝 - 鈴木万博
- 音楽製作 - ポリグラム
- 製作 - エルスタッフプロモーション / プラムブロッサムプロモーション
- 協力 - 講談社
- 後援 - テレビ朝日

## 関連書籍

### テレビ絵本
講談社のテレビ絵本シリーズにおいて『怪盗セイント・テール』のタイトルで発刊されたシリーズ。ページ数と低年齢対象の都合から、中身のストーリーおよびシチュエーションが非常に簡略化されている。メインタイトルは全巻『怪盗セイント・テール』で共通のため、ここでは巻数とサブタイトルのみ表記。
1. めいみのひみつ ISBN 4-06-309841-9
2. ぬすまれた え ISBN 4-06-309846-X
3. ウエディングドレスコンテスト ISBN 4-06-309849-4
4. ふしぎなかがみ ISBN 4-06-309853-2
5. こっくさんは いただきよ ISBN 4-06-309858-3
6. ハーモニカを かえして ISBN 4-06-309866-4
7. パーティーは おおさわぎ ISBN 4-06-309874-5
8. ふたつのオルゴール ISBN 4-06-309892-3
9. にせものの よこくじょう ISBN 4-06-309910-5
10. いるかを たすけて! ISBN 4-06-309910-5（最終巻）

### ムック
双方ともに講談社『なかよしメディアブックス』レーベルで刊行された。編者は「なかよし編集部」となっている。
- なかよしメディアブックス 35 『怪盗セイント・テール 公式ファンブック』 ISBN 4-06-324585-3
  - 低年齢層向けのムック。人物紹介、声優コメント、ミュージカル記事、各種ストーリーファイルなど。
- なかよしメディアブックス 49 『怪盗セイント・テール』 ISBN 4-06-324599-3
  - 高年齢層向けのムック。ポスター、イラスト集、設定資料集、放映リスト、ストーリーファイル（完全版）など。

### その他
- 怪盗セイントテール―シールであそぼう!（講談社おともだちニューシールブック 27） 1996年1月発行 ISBN 4-06-327227-3
- にんきもの かみしばい絵本 4（講談社） 『怪盗セイント・テール（1） バレンタインのハートどろぼう!』 ISBN 4-06-333104-0
- 楽しいバイエル併用 『怪盗セイント・テール』ピアノソロアルバム（著：日名子紀代 / ドレミ音楽出版） ISBN 4-8108-2674-0
- とびだすえほん・ゴールド版『怪盗セイント・テール』（販売：ショウワワコー / 製造：ショウワノート）ISBN 4-88348-010-0

## 関連グッズ
ミュージック
- 怪盗セイントテール（1995年、ポリドール）
- 怪盗セイント・テール オールスターソングコレクション（1996年、ポリドール）
- 怪盗セイント・テール BEST OF BEST（1997年、ポリドール）
- 怪盗セイント・テール 主題歌集〜ベスト・ソングス（1997年、ニュートーラス）

ゲームソフト
- キッズコンピュータ・ピコ ソフト 怪盗セイントテール セイント・テールとワン・ツー・スリー！（1996年、セガ）
- ゲームギア ソフト 怪盗セイント・テール（1996年、セガ）
- セガサターン ソフト 怪盗セイント・テール（1997年、トミー）

その他
- 怪盗セイントテールスクリーンセーバー（1996年、講談社(CD-ROM)）
- NTTドコモ マチキャラ「怪盗セイント・テール」（2010年、トムス・エンタテインメント）
- コインガチャ 怪盗セイント・テール（2015年、DeNA）